# Darren Zenner
Darren Zenner (* 30. Mai 1971 in Grande Prairie, Kanada; † 13. Mai 2020) war ein kanadischer Boxer im Halbschwergewicht.

## Karriere
Seinen ersten Profikampf absolvierte Zenner am 2. Juli 1990 in Las Vegas gegen den Mexikaner Ariel Conde; Zenner gewann einstimmig nach Punkten. 
Am 3. Juni 1993 trat er gegen den späteren Weltmeister Lou De Valle an, der durch Kampfabbruch nach 6 Runden gewann. Bis dahin hatte Zenner auf allen Punktekarten vorne gelegen.
1997 verlor er gegen den bis dahin ungeschlagenen WBO-, WBA- und IBF-Champion Dariusz Michalczewski, nachdem der Kampf nach der sechsten Runde aufgrund von größeren Cuts bei Zenner vom Ringrichter abgebrochen wurde.
Darren Zenner starb am 13. Mai 2020 im Alter von 48 Jahren.